# Rhythm (女子プロレスラー)
rhythm（リズム、2001年11月26日 ‐ ）は日本の女子プロレスラー。東京都江戸川区出身。JTO所属。血液型A型。

## 経歴
幼少期から病弱で入退院を繰り返していたがゲーム『龍が如く』の矢野通でプロレスを知る。また高校在学中に「病弱なrhythmがリングの上で闘ったらもし、強い強い人に勝てたのなら病床にいる子達の希望になれる！自分と同じように体の弱い子供達に勇気を与える！」と両親の猛反対を押し切り、TAKAみちのく率いるJUST TAP OUTに入門。
2019年7月8日、後楽園ホール大会旗揚げ戦『始』でKANON、新、イーグルマスク、稲葉ともかと共にデビュー。
11月に代表TAKAみちのくの判断により、一時的に練習生へと降格する。
テストマッチを経て2020年10月16日新木場大会にて再デビュー。
2024年1月6日、JTO『GIRᒪS SPECIAL』新宿FACE大会でフリーランスで参戦している七星とタッグチーム『プリズムスター』を結成。
2月10日、千葉JTOアリーナ本店にてプリズムスター初の自主興行『Milk Dipper』を開催する。

## 自主興行 Milk Dipper
『Milk Dipper』は七星とrhythmの星座が共に射手座である事から射手座を構成する星の一つ、南斗六星が天の川（Milky Way)のミルクを掬う柄杓（Milk Dipper）と呼ばれる事に由来し、名も無い星達（若手プロレスラー）を掬って輝かせたいという想いを込めている。

## 得意技
- ヘッドロック
- rhythm cross
- rhythm bom
- rhythm crush

## タイトル歴
プロフェッショナルレスリングJUST TAP OUT
- JTO GIRLSタッグ王座（第3代・第6代）（パートナーは藤田あかね→稲葉ともか）

## テーマ曲
- 天音